# Liste der Anime-Titel (2008–2009)
Dies ist eine chronologisch sortierte Liste der Anime-Titel von 2008 bis 2009.

## 2008
| Name                                                                           | Alternative Namen | Veröffentlichungsjahr | Studio(s)                                  |
| ------------------------------------------------------------------------------ | --- | --------------------- | ------------------------------------------ |
| Ai no Katachi – Etchi na Onna no Ko wa Kirai… desu ka? (2 Folgen)              | 愛のカタチ ~エッチな女のコは嫌い…ですか?~ | 2008 als OVA          | MS Pictures                                |
| Akane-iro ni Somaru Saka (12 Folgen)                                           | あかね色に染まる坂 | 2008 als Fernsehserie | TNK                                        |
| Akikan! (12 Folgen)                                                            | アキカン! | 2008 als Fernsehserie | Brain’s Base                               |
| Alignment You! You! The Animation (2 Folgen)                                   | あらいめんとゆーゆー THE ANIMATION | 2008 als OVA          | Pink Pineapple                             |
| Allison to Lillia (26 Folgen)                                                  | アリソンとリリア, Arison to Riria | 2008 als Fernsehserie | Madhouse                                   |
| Amatsuki (13 Folgen)                                                           | あまつき | 2008 als Fernsehserie | Studio Deen                                |
| Aneimo (2 Folgen)                                                              | あねいも | 2008 als OVA          | Milky                                      |
| Aniyome wa Ijippari (2 Folgen)                                                 | 兄嫁はいじっぱり | 2008 als OVA          | Discovery                                  |
| Aria The Origination (13 Folgen)                                               | アリア ジ・オリジネーション | 2008 als Fernsehserie | Hal Film Maker                             |
| Battle Spirits: Shōnen Toppa Bashin (150 Folgen)                               | バトルスピリッツ 少年突破バシン | 2008 als Fernsehserie | Sunrise                                    |
| Blassreiter (24 Folgen)                                                        | ブラスレイター, Burasureitā | 2008 als Fernsehserie | Gonzo                                      |
| Bōnen no Xam’d (26 Folgen)                                                     | 亡念のザムド, Bōnen no Zamudo | 2008 als Web-Anime    | Bones                                      |
| Bus Gamer (3 Folgen)                                                           | ビズゲーマー | 2008 als Fernsehserie | Studio Izena                               |
| Cafe Junkie (2 Folgen)                                                         | カフェジャンキー | 2008 als OVA          | Suzuki Mirano                              |
| Casshern Sins (24 Folgen)                                                      | キャシャーン SINS, Kyashān SINS | 2008 als Fernsehserie | Madhouse                                   |
| Chaos;Head (12 Folgen)                                                         | CHAOS;HEAD | 2008 als Fernsehserie | Madhouse                                   |
| Chi’s Sweet Home (104 Folgen)                                                  | チーズスイートホーム | 2008 als Fernsehserie | Madhouse                                   |
| Chocolate Underground (13 Folgen)                                              | チョコレート・アンダーグラウンド | 2008 als Web-Anime    | Production I.G, Trans Arts Co.             |
| Clannad After Story (24 Folgen)                                                | CLANNAD 〜AFTER STORY〜 | 2008 als Fernsehserie | Kyōto Animation                            |
| Code Geass – Hangyaku no Lelouch R2 (25 Folgen)                                | コードギアス 反逆のルルーシュ R2, Kōdo Giasu – Hangyaku no Rurūshu R2, Code Geass – Lelouch of the Rebellion R2 | 2008 als Fernsehserie | Sunrise                                    |
| Crystal Blaze (12 Folgen)                                                      | クリスタル ブレイズ, Kurisutaru Bureizu | 2008 als Fernsehserie | Studio Fantasia                            |
| D.C.if – Da Capo if (2 Folgen)                                                 | D.C.if 〜ダ・カーポ イフ〜 | 2008 als OVA          | Zexcs                                      |
| D.C.II S.S. – Da Capo II Second Season (13 Folgen)                             | D.C.II S.S. ~ダ・カーポⅡ セカンドシーズン~ | 2008 als Fernsehserie | feel.                                      |
| Detektiv Conan – Die Partitur des Grauens                                      | 名探偵コナン 戦慄の楽譜, Meitantei Konan: Senritsu no Furu Sukoa | 2008 als Film         | TMS Entertainment                          |
| Detroit Metal City (12 Folgen)                                                 | デトロイト メタル シティ, DMC | 2008 als OVA          | Studio 4°C                                 |
| Doraemon: Nobita to Midori no Kyojin Den                                       | ドラえもん のび太と緑の巨人伝 | 2008 als Film         | Shin’ei Dōga                               |
| Dragon Ball: Hey! Son Goku und seine Freunde kehren zurück!! (eine Folge)      | ドラゴンボール オッス！帰ってきた孫悟空と仲間たち!!, Doragon Bōru: Ossu! Kaette Kita Son Gokū to Nakama-tachi!! | 2008 als OVA          | Tōei Animation, Bird Studio                |
| Druaga no Tō – The Aegis of Uruk (12 Folgen)                                   | ドルアーガの塔 〜the Aegis of URUK〜, Doruāga no Tō – the Aegis of URUK | 2008 als Fernsehserie | Gonzo                                      |
| Duel Masters Cross (100 Folgen)                                                | デュエル・マスターズ クロス, Dyueru Masutāzu Kurosu | 2008 als Fernsehserie | Shōgakukan Music & Digital Entertainment   |
| ef – a tale of melodies. (12 Folgen)                                           | | 2008 als Fernsehserie | Shaft                                      |
| Eiga! Tamagotchi Uchū Ichi Happy na Monogatari!?                               | 映画! たまごっち うちゅーいちハッピーな物語!? | 2008 als Film         | OLM Team Kamei                             |
| Ero-Manga Mitai na Koi Shiyō (2 Folgen)                                        | エロマンガみたいな恋しよう, Let’s Fall in Love the Ero-Manga | 2008 als OVA          | Pink Pineapple                             |
| Eve no Jikan (6 Folgen)                                                        | イヴの時間, Time of Eve | 2008 als Web-Anime    | Studio Rikka                               |
| Fireball (13 Folgen)                                                           | ファイアボール, Faiabōru | 2008 als Fernsehserie | Walt Disney Television International Japan |
| Gag Manga Biyori 3 (12 Folgen)                                                 | ギャグマンガ日和３ | 2008 als Fernsehserie |                                            |
| Gakuen Shimai (2 Folgen)                                                       | 学園姉妹 | 2008 als OVA          | MediaBank                                  |
| Gala                                                                           | ガラ | 2008 als Kurzfilm     | Studio 4°C                                 |
| Ga-Rei-Zero (12 Folgen)                                                        | 喰霊-零- | 2008 als Fernsehserie | AIC Spirits, Asread                        |
| Gegege no Kitarō: Nippon Bakuretsu!!                                           | ゲゲゲの鬼太郎 日本爆裂！！, GeGeGe no Kitarō: Explosive Japan!! | 2008 als Film         | Tōei Animation                             |
| Gekijōban Kara no Kyōkai Dai-go-shō: Mujun Rasen                               | 劇場版 空の境界 第五章 矛盾螺旋 | 2008 als Film         | Ufotable                                   |
| Gekijōban Kara no Kyōkai Dai-roku-shō: Bōkyaku Rokuon                          | 劇場版 空の境界 第六章 忘却録音 | 2008 als Film         | Ufotable                                   |
| Gekijōban Major: Yūjō no Winning Shot                                          | 劇場版MAJOR メジャー 友情の一球, Gekijōban Major: Yūjō no Winingu Shotto | 2008 als Film         | Xebec                                      |
| Genius Party Beyond                                                            | ジーニアス・パーティ・ビヨンド, Jīniasu Pāti Biyondo | 2008 als Film         | Studio 4°C                                 |
| (Goku) Sayonara Zetsubō Sensei (3 Folgen)                                      | 【獄・】さよなら絶望先生 | 2008 als OVA          | Shaft                                      |
| Golgo 13 (50 Folgen)                                                           | ゴルゴ13 | 2008 als Fernsehserie | Answer Studio                              |
| Gunslinger Girl -Il Teatrino- (13 Folgen)                                      | ガンスリンガー・ガール -Il Teatrino- | 2008 als Fernsehserie | Artland                                    |
| Gunslinger Girl -Il Teatrino- (2 Folgen)                                       | ガンスリンガー・ガール -Il Teatrino- | 2008 als OVA          | Artland                                    |
| Gurren Lagann Parallel Works (8 Folgen)                                        | グレパラ 〜グレンラガン パラレルワークス〜, Gurepara – Guren Ragan Parareru Wākusu | 2008 als Web-Anime    | Gainax                                     |
| Hakaba Kitarō (11 Folgen)                                                      | 墓場鬼太郎 | 2008 als Fernsehserie | Tōei Animation                             |
| Hakushaku to Yōsei (12 Folgen)                                                 | 伯爵と妖精, Earl and Fairy | 2008 als Fernsehserie | Artland                                    |
| Hard Boiled ~Griffon no Genei~                                                 | Hard Boiled ～グリフォンの幻影～, Hard Boiled the Movie | 2008 als Film         | Sammy                                      |
| Harukoi Otome (2 Folgen)                                                       | 春恋＊乙女 | 2008 als OVA          | Studio9Maiami                              |
| Hatenkō Yūgi (10 Folgen)                                                       | 破天荒遊戯 | 2008 als Fernsehserie | Studio Deen                                |
| Hatsuinu 2 The Animation - Strange Kind of Womans - again (2 Folgen)           | 初犬 2 The Animation ストレンジ・カインド オブ ウーマンズ ～again～ | 2008 als OVA          | Office Take Off                            |
| Hells                                                                          | Hells Angels | 2008 als Film         | Madhouse                                   |
| Hennako-chan (6 Folgen)                                                        | へんな子ちゃん | 2008 als Web-Anime    | Gonzo                                      |
| Hidamari Sketch × 365 (16 Folgen)                                              | ひだまりスケッチ×365, Hidamari Suketchi × 365 | 2008 als Fernsehserie | Shaft                                      |
| Hime Dorei (2 Folgen)                                                          | 姫奴隷, Slaved Princess | 2008 als OVA          | Milky Productions                          |
| Himitsu Kessha Taka no Tsume THE MOVIE II ~Watashi o Ai Shita Kuro Oolong-cha~ | 秘密結社 鷹の爪 THE MOVIE II～私を愛した黒烏龍茶～ | 2008 als Film         | Kaeruotoko Shokai                          |
| Himitsu ~The Revelation~ (26 Folgen)                                           | 秘密（トップ・シークレット）～The Revelation～, Top Secret ~The Revelation~ | 2008 als Fernsehserie | Madhouse                                   |
| Hissatsu Chikan Nin (2 Folgen)                                                 | 必殺痴漢人, Last Train to…Gropesville | 2008 als OVA          | Y.O.U.C.                                   |
| Hōkago 2: Sayuri (eine Folge)                                                  | 放課後2~紗由理~ | 2008 als OVA          | Nihikime no Dozeu                          |
| ×××HOLiC: Kei (13 Folgen)                                                      | ×××HOLiC◆継 | 2008 als Fernsehserie | Production I.G                             |
| Honō no Haramase Dōkyūsei (2 Folgen)                                           | 炎の孕ませ同級生 | 2008 als OVA          | T-Rex                                      |
| Hoshi no Umi no Amuri (3 Folgen)                                               | 星の海のアムリ, Amuri in Star Ocean | 2008 als OVA          | Studio Hibari                              |
| H2O – Footprints in the Sand (12 Folgen)                                       | H2O -FOOTPRINTS IN THE SAND- | 2008 als Fernsehserie | Zexcs                                      |
| Hyakko (13 Folgen)                                                             | ヒャッコ | 2008 als Fernsehserie | Nippon Animation                           |
| Ikki Tousen – Great Guardians (12 Folgen)                                      | 一騎当千 Great Guardians | 2008 als Fernsehserie | Arms                                       |
| Inazuma Eleven (127 Folgen)                                                    | イナズマイレブン, Inazuma Irebun | 2008 als Fernsehserie | OLM                                        |
| Initial D: Extra Stage 2 – Tabidachi no Green (eine Folge)                     | 頭文字D Extra Stage 2 〜旅立ちのグリーン〜 | 2008 als OVA          | A.C.G.T                                    |
| Itazura na Kiss (25 Folgen)                                                    | イタズラなKiss | 2008 als Fernsehserie | TMS Entertainment                          |
| Jigoku Shōjo: Mitsuganae (26 Folgen)                                           | 地獄少女 三鼎, Hell Girl: Three Vessels | 2008 als Fernsehserie | Studio Deen                                |
| Junjō Romantica (12 Folgen)                                                    | 純情ロマンチカ | 2008 als Fernsehserie | Studio Deen                                |
| Junjō Romantica 2 (12 Folgen)                                                  | 純情ロマンチカ2 | 2008 als Fernsehserie | Studio Deen                                |
| Kaiba (12 Folgen)                                                              | カイバ | 2008 als Fernsehserie | Madhouse                                   |
| Kaitō Tenshi Twin Angel (2 Folgen)                                             | 快盗天使ツインエンジェル | 2008 als OVA          | Nomad                                      |
| Kamen no Maid Guy (13 Folgen)                                                  | 仮面のメイドガイ | 2008 als Fernsehserie | Madhouse                                   |
| Kannagi (13 Folgen)                                                            | かんなぎ, Kannagi: Crazy Shrine Maidens | 2008 als Fernsehserie | A-1 Pictures                               |
| Kanokon (12 Folgen)                                                            | かのこん | 2008 als Fernsehserie | Xebec                                      |
| Keroro Gunso the Super Movie 3: Keroro vs. Keroro Great Sky Duel de arimasu!   | 劇場版ケロロ軍曹3 ケロロ対ケロロ大決戦であります!, Keroro Gunso the Super Movie 3: Keroro vs. Keroro Great Sky Duel                                                                                                  | 2008 als Film         | Kadokawa Pictures                          |
| Kidō Senshi Gundam Double O Second Season (25 Folgen)                          | 機動戦士ガンダム00 <ダブルオー> セカンドシーズン, Mobile Suit Gundam 00 Second Season | 2008 als Fernsehserie | Sunrise                                    |
| Kidō Senshi Gundam MS IGLOO 2: Jūryoku Sensen (3 Folgen)                       | 機動戦士ガンダム MS IGLOO 2 <イグルー2> -重力戦線-, Mobile Suit Gundam MS IGLOO 2: Jūryoku Sensen | 2008 als OVA          | Sunrise                                    |
| Kirarin Revolution: Stage 3 (153 Folgen)                                       | きらりん☆レボリューション STAGE3, Kirarin Reboryūshon: Stage3 | 2008 als Fernsehserie | SynergySP, SimImage                        |
| Kiss×sis (12 Folgen)                                                           | | 2008 als OVA          | feel.                                      |
| Kite Liberator (eine Folge)                                                    | KITE LIBERATOR | 2008 als OVA          | Arms                                       |
| Koihime Musō (12 Folgen)                                                       | 恋姫†無双 | 2008 als Fernsehserie | Dōga Kōbō                                  |
| Kurenai (12 Folgen)                                                            | 紅 kurenai, Kure-nai | 2008 als Fernsehserie | Brain’s Base                               |
| Kuroshitsuji (24 Folgen)                                                       | 黒執事 | 2008 als Fernsehserie | A-1 Pictures                               |
| Kyō no 5 no 2 (13 Folgen)                                                      | 今日の5の2, Kyō no Go no Ni | 2008 als Fernsehserie | Xebec                                      |
| Kyōran Kazoku Nikki (26 Folgen)                                                | 狂乱家族日記 | 2008 als Fernsehserie | Nomad                                      |
| Lupin Sansei: Green vs Red (eine Folge)                                        | ルパン三世 GREEN vs RED, Rupan Sansei: Green vs Red | 2008 als OVA          | Tokyo Movie Shinsha                        |
| Macademi Wasshoi! (12 Folgen)                                                  | まかでみ WAっしょい! | 2008 als Fernsehserie | Zexcs                                      |
| Macross Frontier (25 Folgen)                                                   | マクロス フロンティア | 2008 als Fernsehserie | Satelight                                  |
| Mahō Sensei Negima! – Shiroki Tsubasa Ala Alba (3 Folgen)                      | 魔法先生ネギま! 〜白き翼 ALA ALBA〜 | 2008 als OVA          | Shaft, Studio Pastoral                     |
| Mahō Tsukai ni Taisetsu na Koto – Natsu no Sora (12 Folgen)                    | 魔法遣いに大切なこと ~夏のソラ~ | 2008 als Fernsehserie | Hal Film Maker                             |
| Mai-Otome 0 – S.ifr (3 Folgen)                                                 | 舞-乙HiME 0〜S.ifr〜 | 2008 als OVA          | Sunrise                                    |
| Meitantei Conan: Joshi Kōsein Tantei Suzuki Sonoko no Jikenbo (eine Folge)     | 名探偵コナン 女子高生探偵 鈴木園子の事件簿, Meitantei Konan: Joshi Kōsein Tantei Suzuki Sonoko no Jikenbo | 2008 als OVA          | TMS Entertainment                          |
| Michiko & Hatchin (22 Folgen)                                                  | ミチコとハッチン, Michiko to Hatchin | 2008 als Fernsehserie | Manglobe                                   |
| Minami-ke – Okawari (13 Folgen)                                                | みなみけ〜おかわり〜 | 2008 als Fernsehserie | Asread                                     |
| Mission-E (12 Folgen)                                                          | こみっくパーティー | 2008 als Fernsehserie | Studio Deen                                |
| Mnemosyne – Mnemosyne no Musume-tachi (6 Folgen)                               | Mnemosyne -ムネモシュネの娘たち- | 2008 als OVA          | Xebec                                      |
| Monochrome Factor (24 Folgen)                                                  | モノクローム・ファクター | 2008 als Fernsehserie | A.C.G.T                                    |
| Mōryō no Hako (13 Folgen)                                                      | 魍魎の匣 | 2008 als Fernsehserie | Madhouse                                   |
| Mugen no Jūnin (13 Folgen)                                                     | 無限の住人, Blade of the Immortal | 2008 als Fernsehserie | Bee Train                                  |
| Nabari no Ō (26 Folgen)                                                        | 隠の王 | 2008 als Fernsehserie | J.C.Staff                                  |
| Naruto Shippūden: Kizuna                                                       | 劇場版 NARUTO -ナルト- 疾風伝 絆 | 2008 als Film         | Studio Pierrot                             |
| Natsume Yūjinchō (13 Folgen)                                                   | 夏目友人帳 | 2008 als Fernsehserie | Brain’s Base                               |
| Neo Angelique Abyss (12 Folgen)                                                | ネオ アンジェリーク Abyss, Neo Anjerīku Abyss | 2008 als Fernsehserie | Yumeta Company                             |
| Neo Angelique Abyss – Second Age (13 Folgen)                                   | ネオ アンジェリーク Abyss -Second Age-, Neo Anjerīku Abyss | 2008 als Fernsehserie | Yumeta Company                             |
| Nijū Mensō no Musume (22 Folgen)                                               | 二十面相の娘 | 2008 als Fernsehserie | Bones, Telecom Animation Film              |
| Nodame Cantabile: Paris-hen (11 Folgen)                                        | のだめカンタービレ 巴里編 | 2008 als Fernsehserie |                                            |
| Nogizaka Haruka no Himitsu (12 Folgen)                                         | 乃木坂春香の秘密 | 2008 als Fernsehserie | Studio Barcelona                           |
| Ōkami to Kōshinryō (13 Folgen)                                                 | 狼と香辛料, Spice and Wolf | 2008 als Fernsehserie | Imagin                                     |
| One Outs (25 Folgen)                                                           | ワンナウツ | 2008 als Fernsehserie | Madhouse                                   |
| One Piece – Chopper und das Wunder der Winterkirschblüte                       | ONE PIECE THE MOVIE エピソードオブチョッパー+冬に咲く、奇跡の桜, One Piece the Movie: Episōdo ob Choppā +: Fuyu ni Saku, Kiseki no Sakura, One Piece the Movie: Episode of Chopper +: Fuyu ni Saku, Kiseki no Sakura | 2008 als Film         | Tōei Animation                             |
| One Piece: Romance Dawn Story (eine Folge)                                     | ONE PIECE ロマンス ドーン ストーリー, One Piece: Romansu Dōn Sutōrī | 2008 als OVA          | Tōei Animation                             |
| Penguin Musume ♥ Heart (22 Folgen)                                             | ペンギン娘♥はぁと, Pengin Musume Haato, Penguin Girl | 2008 als Web-Anime    | Picture Magic                              |
| PERSONA -trinity soul- (26 Folgen)                                             | ペルソナ 〜トリニティ・ソウル〜 | 2008 als Fernsehserie | A-1 Pictures                               |
| Pico×CoCo×Chico (eine Folge)                                                   | ぴこ×CoCo×ちこ, Pico×CoCo×Chico – Series Pico 3 | 2008 als OVA          | Blue Cats, Sugar Boy                       |
| Ponyo – Das große Abenteuer am Meer                                            | 崖の上のポニョ, Gake no Ue no Ponyo | 2008 als Film         | Studio Ghibli                              |
| The Prince of Tennis: The National Tournament Final (7 Folgen)                 | テニスの王子様 全国大会篇 Final, Zenkoku Taikai Hen Final | 2008 als OVA          | M.S.C                                      |
| RD Sennō Chōsashitsu (26 Folgen)                                               | RD 潜脳調査室, Real Drive | 2008 als Fernsehserie | Production I.G                             |
| Rosario + Vampire (13 Folgen)                                                  | ロザリオとバンパイア, Rosario to Vampire | 2008 als Fernsehserie | Gonzo                                      |
| Rosario + Vampire Capu2 (13 Folgen)                                            | ロザリオとバンパイアCapu2, Rosario to Vampire Capu2 | 2008 als Fernsehserie | Gonzo                                      |
| S・A – Special A (24 Folgen)                                                   | S・A〜スペシャル・エー〜, S・A – Supesharu Ē | 2008 als Fernsehserie | Gonzo, AIC                                 |
| Saint Seiya: Meiō Hades Elysion Hen (6 Folgen)                                 | 聖闘士星矢 冥王ハーデスエリシオン編 | 2008 als OVA          | Tōei Animation                             |
| School Days – Magical Heart ☆ Kokoro-chan (eine Folge)                         | | 2008 als OVA          | TNK                                        |
| School Days – Valentine Days (eine Folge)                                      | | 2008 als OVA          | TNK                                        |
| School Rumble: Sangakki (2 Folgen)                                             | スクールランブル三学期 | 2008 als OVA          | Studio Comet                               |
| Seiyō Kottō Yōgashiten – Antique (12 Folgen)                                   | 西洋骨董洋菓子店 〜アンティーク〜, Antique Bakery | 2008 als Fernsehserie | Nippon Animation, Shirogumi                |
| Sekirei (12 Folgen)                                                            | セキレイ | 2008 als Fernsehserie | Seven Arcs                                 |
| Seto no Hanayome OVA (2 Folgen)                                                | 瀬戸の花嫁OVA | 2008 als OVA          | Gonzo, AIC                                 |
| Shikabane Hime: Aka (13 Folgen)                                                | 屍姫 赫 | 2008 als Fernsehserie | Gainax, feel.                              |
| Shōjo Sect – Innocent Lovers (3 Folgen)                                        | 少女セクト ～Innocent Lovers～, Shōjo Sekuto – Innocent Lovers | 2008 als OVA          | Amarcord                                   |
| Shugo Chara!! Doki (38 Folgen)                                                 | しゅごキャラ!!どきっ | 2008 als Fernsehserie | Satelight                                  |
| Skip Beat! (25 Folgen)                                                         | スキップ・ビート! | 2008 als Fernsehserie | Hal Film Maker                             |
| The Sky Crawlers                                                               | スカイ・クロラ The Sky Crawlers, Sukai Kurora: The Sky Crawlers | 2008 als Film         | Production I.G                             |
| Slayers Revolution (13 Folgen)                                                 | スレイヤーズREVOLUTION | 2008 als Fernsehserie | J.C.Staff                                  |
| Soul Eater (51 Folgen)                                                         | ソウルイーター, Sōru Ītā | 2008 als Fernsehserie | Bones                                      |
| Strike Witches (12 Folgen)                                                     | ストライクウィッチーズ, Sutoraiku Witchīzu | 2008 als Fernsehserie | Gonzo                                      |
| switch (2 Folgen)                                                              | | 2008 als OVA          | Actas                                      |
| Telepathy Shōjo Ran (26 Folgen)                                                | テレパシー少女「蘭」 | 2008 als Fernsehserie | TMS Entertainment                          |
| Tengen Toppa Gurren Lagann: Gurren-hen                                         | 劇場版 天元突破グレンラガン 紅蓮篇, Gekijōban Tengen Toppa Guren Ragan: Guren-hen | 2008 als Film         | Gainax                                     |
| Tetsuwan Birdy: Decode (13 Folgen)                                             | 鉄腕バーディー DECODE, Birdy the Mighty Decode | 2008 als Fernsehserie | A-1 Pictures                               |
| the Garden of sinners Film 3 – Verbliebener Sinn für Schmerz                   | 劇場版 空の境界 第三章 痛覚残留, Gekijōban Kara no Kyōkai Dai-san-shō: Tsūkaku Zanryū | 2008 als Film         | Ufotable                                   |
| the Garden of sinners Film 4 – Der leere Tempel                                | 劇場版 空の境界 第四章 伽藍の洞, Gekijōban Kara no Kyōkai Dai-yon-shō: Garan no Dō | 2008 als Film         | Ufotable                                   |
| To Aru Majutsu no Index (24 Folgen)                                            | とある魔術の禁書目録, To Aru Majutsu no Indekkusu | 2008 als Fernsehserie | J.C.Staff                                  |
| To Love-Ru -Trouble- (26 Folgen)                                               | To LOVE る -とらぶる- | 2008 als Fernsehserie | Xebec                                      |
| ToHeart2ad (2 Folgen)                                                          | | 2008 als OVA          | Aquaplus, Chaos Project                    |
| Toradora! (25 Folgen)                                                          | とらドラ! | 2008 als Fernsehserie | J.C.Staff                                  |
| Toshokan Sensō (12 Folgen)                                                     | 図書館戦争 | 2008 als Fernsehserie | Production I.G                             |
| true tears (13 Folgen)                                                         | トゥルーティアーズ | 2008 als Fernsehserie | P.A. Works                                 |
| Tytania (26 Folgen)                                                            | タイタニア | 2008 als Fernsehserie | Artland                                    |
| Urusei Yatsura: The Shōgaibutsu Suiei Taikai (eine Folge)                      | うる星やつら ザ・障害物水泳大会 | 2008 als OVA          |                                            |
| Vampire Knight (13 Folgen)                                                     | ヴァンパイア騎士, Vampaia Naito | 2008 als Fernsehserie | Studio Deen                                |
| Vampire Knight Guilty (13 Folgen)                                              | ヴァンパイア騎士 Guilty, Vampaia Naito Guilty | 2008 als Fernsehserie | Studio Deen                                |
| Wagaya no Oinari-sama. (24 Folgen)                                             | 我が家のお稲荷さま。 | 2008 als Fernsehserie | Zexcs                                      |
| Yakushiji Ryōko no Kaiki Jikenbo (13 Folgen)                                   | 薬師寺涼子の怪奇事件簿 | 2008 als Fernsehserie | Dōga Kōbō                                  |
| Yes! PreCure 5 GoGo! (48 Folgen)                                               | Yes! プリキュア 5 Go!Go!, Yes! PuriKyua 5 Go!Go! | 2008 als Fernsehserie | Tōei Animation                             |
| Yes! PreCure 5 GoGo!: Okashi no Kuni no Happy Birthday                         | Yes! プリキュア5GoGo! お菓子の国のハッピーバースディ♪, Yes! PuriKyua 5 GoGo!: Okashi no Kuni no Happī Bāsudi | 2008 als Film         | Tōei Animation                             |
| Yozakura Quartet (12 Folgen)                                                   | 夜桜四重奏 〜ヨザクラカルテット〜 | 2008 als Fernsehserie | Nomad                                      |
| Yu-Gi-Oh! 5D’s (154 Folgen)                                                    | 遊☆戯☆王5D's, Yū-Gi-Ō Faibu Dīzu | 2008 als Fernsehserie | Gallop                                     |
| Yuna & Stitch (26 Folgen)                                                      | スティッチ!, Sutitchi!, Stitch! | 2008 als Fernsehserie | Madhouse                                   |
| Zero no Tsukaima – Princess no Rondo (12 Folgen)                               | ゼロの使い魔 ～三美姫の輪舞～, Zero no Tsukaima – Purinsessu no Rondo | 2008 als Fernsehserie | J.C.Staff                                  |
| Zettai Karen Children (52 Folgen)                                              | 絶対可憐チルドレン | 2008 als Fernsehserie | SynergySP                                  |
| Zettai Yareru Graecia Shinwa (13 Folgen)                                       | 絶対やれるギリシャ神話, Zettai Yareru Girisha Shinwa | 2008 als Fernsehserie | A-1 Pictures, Noside                       |
| (Zoku) Sayonara Zetsubō Sensei (13 Folgen)                                     | 【俗・】さよなら絶望先生 | 2008 als Fernsehserie | Shaft                                      |

## 2009
| Name                                                                 | Alternative Namen | Veröffentlichungsjahr | Studio(s)                                |
| -------------------------------------------------------------------- | --- | --------------------- | ---------------------------------------- |
| 07-Ghost (25 Folgen)                                                 | セブンゴースト | 2009 als Fernsehserie | Studio Deen                              |
| 11eyes (12 Folgen)                                                   | 11eyes | 2009 als Fernsehserie | Dōga Kōbō                                |
| 15 Bishōjo Hyōryūki (eine Folge)                                     | 15美少女漂流記, The Story of 15 Beautiful Girls Adrift | 2009 als OVA          |                                          |
| 8-gatsu no Symphony – Shibuya 2002–2003                              | 8月のシンフォニー ―渋谷 2002～2003 | 2009 als Film         | Wao World                                |
| Afro Samurai: Resurrection                                           | アフロサムライ：レザレクション, Afuro Samurai: Rezarekushon | 2009 als Film         | Gonzo                                    |
| Ai no Kusabi (13 Folgen)                                             | 間の楔 | 2009 als OVA          | AIC                                      |
| AIKa Zero (3 Folgen)                                                 | AIKa ZERO | 2009 als OVA          | Studio Fantasia                          |
| Akane-iro ni Somaru Saka: Hardcore (eine Folge)                      | あかね色に染まる坂 ハードコア, Akane-iro ni Somaru Saka: Hādokoa | 2009 als OVA          | TNK                                      |
| Akikan! (eine Folge)                                                 | アキカン! | 2009 als OVA          | Brain’s Base                             |
| Aki-Sora (eine Folge)                                                | あきそら | 2009 als OVA          | Frontier Works, Hoods Entertainment      |
| Anata dake Konban wa (5 Folgen)                                      | 貴方だけこんばんわ, Good Night Only To You | 2009 als OVA          |                                          |
| Anata Dake Konbanwa (eine Folge)                                     | 貴方だけこんばんわ | 2009 als OVA          | BOSS, MS Pictures                        |
| Anata no Shiranai Kangofu – Seiteki Byōtō 24-ji (2 Folgen)           | あなたの知らない看護婦 ~性的病棟24時~ | 2009 als OVA          | T-Rex, MS Pictures                       |
| Anyamal Tantei Kiruminzoo (50 Folgen)                                | あにゃまる探偵 キルミンずぅ, Anyamaru Tantei Kiruminzū | 2009 als Fernsehserie | Satelight, Hal Film Maker, JM Animation  |
| Aoi Bungaku (12 Folgen)                                              | 青い文学シリーズ | 2009 als Fernsehserie | Madhouse                                 |
| Aoi Hana (11 Folgen)                                                 | 青い花, Sweet Blue Flowers | 2009 als Fernsehserie | J.C.Staff                                |
| Asu no Yoichi! (12 Folgen)                                           | 明日のよいち! | 2009 als Fernsehserie | AIC                                      |
| Asura Cryin’ (13 Folgen)                                             | アスラクライン | 2009 als Fernsehserie | Seven Arcs                               |
| Asura Cryin’ 2 (13 Folgen)                                           | アスラクライン2 | 2009 als Fernsehserie | Seven Arcs                               |
| The Asylum Session                                                   | アジール・セッション | 2009 als Film         | CoMix Wave                               |
| Bakemonogatari (15 Folgen)                                           | 化物語 | 2009 als Fernsehserie | Shaft                                    |
| Bakunyū Bomb (3 Folgen)                                              | 爆乳BOMB | 2009 als OVA          | ChiChi No Ya                             |
| Bakunyū Bomb (3 Folgen)                                              | 爆乳BOMB, Huge Breasts Bomb | 2009 als OVA          | ChiChi No Ya                             |
| Bakunyū Maid Kari (2 Folgen)                                         | 爆乳メイド狩り | 2009 als OVA          | Hot Bear                                 |
| Basquash! (26 Folgen)                                                | バスカッシュ! | 2009 als Fernsehserie | Satelight                                |
| Beyblade: Metal Fusion (51 Folgen)                                   | メタルファイト ベイブレード, Metaru Faito Beiburēdo, Metal Fight Beyblade                                                                                               | 2009 als Fernsehserie | Tatsunoko Pro                            |
| Binkan Athlete (eine Folge)                                          | びんかんアスリート | 2009 als OVA          | T-Rex                                    |
| Black Rock Shooter (eine Folge)                                      | ブラック★ロックシューター | 2009 als OVA          | Ordet                                    |
| Buddha Saitan                                                        | 仏陀再誕, The Rebirth of Buddha | 2009 als Film         | Group TAC                                |
| Bungaku Shōjo Kyō no Oyatsu – Hatsukoi (eine Folge)                  | “文学少女”今日のおやつ 〜はつ恋〜 | 2009 als OVA          | Production I.G                           |
| Canaan (13 Folgen)                                                   | カナン, 428 the animation | 2009 als Fernsehserie | P.A. Works                               |
| Cartagra – Tsukigurui no Yamai (2 Folgen)                            | カルタグラ ツキ狂イノ病 | 2009 als OVA          | Milky                                    |
| Cencoroll                                                            | センコロール, Senkorōru | 2009 als Kurzfilm     | Atsuya Uki                               |
| Charady no Joke na Mainichi (365 Folgen)                             | キャラディのジョークな毎日, Charady's Daily Joke | 2009 als Fernsehserie |                                          |
| Cheburashka Arere? (26 Folgen)                                       | チェブラーシカ あれれ? | 2009 als Fernsehserie | GoHands                                  |
| Chinetsu Karte: The Devilish Cherry (2 Folgen)                       | 恥熱カルテ The Devilish Cherry | 2009 als OVA          | Suzuki Mirano                            |
| Chi’s Sweet Home: Atarashii Ōchi (104 Folgen)                        | チーズスイートホーム あたらしいおうち | 2009 als Fernsehserie | Madhouse                                 |
| Chō Gekijōban Keroro Gunsō Gekishin Dragon Warriors De Arimasu!      | 超劇場版 ケロロ軍曹 撃侵 ドラゴンウォリアーズ であります!, Chō Gekijōban Keroro Gunso 4                                                                                 | 2009 als Film         | Sunrise                                  |
| Chōkō Sennin Haruka (3 Folgen)                                       | 超昂閃忍ハルカ, Beat Blades Haruka | 2009 als OVA          | Lyricc                                   |
| Chrome Shelled Regios (24 Folgen)                                    | 鋼殻のレギオス, Kōkaku no Regios | 2009 als Fernsehserie | Zexcs                                    |
| Clannad – After Story: Mō Hitotsu no Sekai Kyō-hen (eine Folge)      | CLANNAD 〜AFTER STORY〜 もうひとつの世界 杏編 | 2009 als OVA          | Kyōto Animation                          |
| Cookin’ Idol Ai! Mai! Main! (155 Folgen)                             | クッキンアイドル アイ！マイ！まいん！ | 2009 als Fernsehserie | NAS, Studio Deen                         |
| Cross Game (50 Folgen)                                               | クロスゲーム | 2009 als Fernsehserie | SynergySP                                |
| Darker than Black: Ryūsei no Gemini (12 Folgen)                      | Darker Than Black-流星の双子- | 2009 als Fernsehserie | Bones                                    |
| Denpateki na Kanojo (2 Folgen)                                       | 電波的な彼女, Electromagnetic Girlfriend | 2009 als OVA          | Brain’s Base                             |
| Detektiv Conan – Der Der nachtschwarze Jäger                         | 名探偵コナン 漆黒の追跡者, Meitantei Konan: Shikkoku no Cheisā | 2009 als Film         | TMS Entertainment                        |
| Diabolus – Kikoku (2 Folgen)                                         | Diabolus ~鬼哭~ | 2009 als OVA          | PoRO                                     |
| Dogs: Bullets & Carnage (4 Folgen)                                   | | 2009 als OVA          | David Production                         |
| Doraemon: Shin Nobita no Uchū Kaitakushi                             | ドラえもん 新・のび太の宇宙開拓史, Doraemon - The New Record of Nobita Spaceblaze                                                                                       | 2009 als Film         | Shin’ei Dōga                             |
| Dragonball Kai (98 Folgen)                                           | ドラゴンボール改, Doragonbōru Kai | 2009 als Fernsehserie | Tōei Animation                           |
| DreamNote (2 Folgen)                                                 | ドリームノート | 2009 als OVA          | schoolzone                               |
| Druaga no Tō – The Sword of Uruk (12 Folgen)                         | ドルアーガの塔 〜the Sword of URUK〜, Doruāga no Tō – the Sword of URUK                                                                                                 | 2009 als Fernsehserie | Gonzo                                    |
| Dual Masters: Lunatic God Saga                                       | デュエル・マスターズ 黒月の神帝, Dyueru Masutāzu: Runatikku Goddo Sāga                                                                                                  | 2009 als Film         | Shōgakukan Music & Digital Entertainment |
| Eden of the East (11 Folgen)                                         | 東のエデン, Higashi no Eden | 2009 als Fernsehserie | Production I.G                           |
| Eden of the East – Der König von Eden                                | 東のエデン 劇場版I The King of Eden, Higashi no Eden Gekijōban I: The King of Eden                                                                                      | 2009 als Film         | Production I.G                           |
| Elementhunters (39 Folgen)                                           | エレメントハンター | 2009 als Fernsehserie | HeeWon Entertainment                     |
| Elf no Futagohime Willan to Arsura (eine Folge)                      | エルフの双子姫 ウィランとアルスラ | 2009 als OVA          | T-Rex                                    |
| Eureka Seven – Good Night, Sleep Tight, Young Lovers                 | 交響詩篇エウレカセブン ポケットが虹でいっぱい, Kōkyōshihen Eureka Sebun: Poketto ga Niji de Ippai, Psalms of Planets Eureka seveN good night, sleep tight, young lovers | 2009 als Film         | Kinema Citrus                            |
| Examurai Sengoku (24 Folgen)                                         | エグザムライ戦国, Exile Generation | 2009 als Fernsehserie | TMS Entertainment                        |
| Fairy Tail (175 Folgen)                                              | FAIRY TAIL | 2009 als Fernsehserie | A-1 Pictures, Satelight                  |
| Fault!! (eine Folge)                                                 | フォルト!! | 2009 als OVA          | T-Rex                                    |
| Fight Ippatsu! Jūden-chan!! (12 Folgen)                              | ファイト一発!充電ちゃん!!, Faito Ippatsu! Jūden-chan!! | 2009 als Fernsehserie | Studio Hibari                            |
| Fight Ippatsu! Jūden-chan!! Hitō Jūdan Tenkū Onsen (6 Folgen)        | ファイト一発! 充電ちゃん!! 秘湯 樹段天空温泉 | 2009 als OVA          | Studio Hibari                            |
| First Squad – The Moment Of Truth (eine Folge)                       | ファースト・スクワッド | 2009 als OVA          | Studio 4°C                               |
| Fresh Pretty Cure! (50 Folgen)                                       | フレッシュプリキュア！, Furesshu PuriKyua | 2009 als Fernsehserie | Tōei Animation                           |
| Fresh Pretty Cure!: Omocha no Kuni wa Himitsu ga Ippai!?             | フレッシュプリキュア! おもちゃの国は秘密がいっぱい!?, Furesshu PuriKyua!: Omocha no Kuni wa Himitsu ga Ippai!?                                                          | 2009 als Film         | Tōei Animation                           |
| Fullmetal Alchemist: Brotherhood (64 Folgen)                         | 鋼の錬金術師 FULLMETAL ALCHEMIST, Hagane no Renkinjutsushi FULLMETAL ALCHEMIST                                                                                          | 2009 als Fernsehserie | Bones                                    |
| Fuyu no Sonata (26 Folgen)                                           | 冬のソナタ, Winter Sonata | 2009 als Fernsehserie | Key East, Studio Comet                   |
| (12 Folgen)                                                          | GA 芸術科アートデザインクラス | 2009 als Fernsehserie | AIC Plus                                 |
| Gekijōban Kara no Kyōkai Dai-nana-shō: Satsujin Kōsatsu (Ato)        | 劇場版 空の境界 第七章 殺人考察（後） | 2009 als Film         | Ufotable                                 |
| Gekijōban Macross Frontier – Itsuwari no Utahime                     | 劇場版 マクロスF 虚空歌姫〜イツワリノウタヒメ〜 | 2009 als Film         | Satelight, Eight Bit                     |
| Genji Monogatari Sennenki (11 Folgen)                                | 源氏物語千年紀, The Tale of Genji | 2009 als Fernsehserie | J.C.Staff, T-Up                          |
| God Eater Prologue (eine Folge)                                      | | 2009 als OVA          | ufotable                                 |
| Gokujō!! Mecha Mote Iinchō (51 Folgen)                               | 極上!!めちゃモテ委員長 | 2009 als Fernsehserie | Shogakukan Music & Digital Entertainment |
| Gokyōdai Monogatari (32 Folgen)                                      | ご姉弟物語 | 2009 als Fernsehserie | Shin-Ei Animation                        |
| Guin Saga (26 Folgen)                                                | グイン・サーガ, Guin Sāga | 2009 als Fernsehserie | Satelight                                |
| Gundam Frag (2 Folgen)                                               | | 2009 als OVA          | Sunrise                                  |
| Gundam Perfect Mission (eine Folge)                                  | | 2009 als OVA          | Sunrise                                  |
| Haiyoru! Nyaruani (9 Folgen)                                         | 這いよる! ニャルアニ | 2009 als OVA          | DLE                                      |
| Hajime no Ippo: New Challenger (26 Folgen)                           | はじめの一歩 New Challenger | 2009 als Fernsehserie | Madhouse                                 |
| Hanasakeru Seishōnen (13 Folgen)                                     | 花咲ける青少年 | 2009 als Fernsehserie | Studio Pierrot                           |
| Haruka und der Zauberspiegel                                         | ホッタラケの島 ～遥と魔法の鏡～, Oblivion Island: Haruka and the Magic Mirror                                                                                           | 2009 als Film         | Production I.G                           |
| Hatsukoi Limited (12 Folgen)                                         | 初恋限定。, Hatsukoi Rimiteddo. | 2009 als Fernsehserie | J.C.Staff                                |
| Hayate no Gotoku!! (26 Folgen)                                       | ハヤテのごとく！! | 2009 als Fernsehserie | J.C.Staff                                |
| Hayate no Gotoku!! Atsu ga Natsu Ize: Mizugi-hen (eine Folge)        | ハヤテのごとく!! アツがナツいぜ 水着編! | 2009 als OVA          | J.C.Staff                                |
| Helter Skelter: Hakudaku no Mura (2 Folgen)                          | ヘルタースケルター 白濁の村 | 2009 als OVA          | Suzuki Mirano                            |
| Hetalia: Axis Powers (52 Folgen)                                     | ヘタリア Axis Powers, Hetaria: Axis Powers | 2009 als Web-Anime    | Studio Deen                              |
| Higepiyo (47 Folgen)                                                 | ヒゲぴよ | 2009 als Fernsehserie | Kinema Citrus                            |
| Higurashi no Naku Koro ni Rei (5 Folgen)                             | ひぐらしのなく頃に礼 | 2009 als OVA          | Studio Deen                              |
| Himitsu Kessha Taka no Tsume Countdown (12 Folgen)                   | 秘密結社 鷹の爪 カウントダウン, Himitsu Kessha Taka no Tsume: Kauntodaun                                                                                                | 2009 als Fernsehserie | Kaeruotoko Shokai                        |
| Hipira-kun (12 Folgen)                                               | ヒピラくん, Hipira: The Little Vampire | 2009 als Fernsehserie | Sunrise                                  |
| Hitoriga The Animation (eine Folge)                                  | 独蛾 The Animation | 2009 als OVA          | Pink Pineapple                           |
| Hitozuma Kōkan Nikki (2 Folgen)                                      | 人妻交姦日記, Wife-Swap Diaries | 2009 als OVA          | Y.O.U.C.                                 |
| ×××HOLiC: Shunmuki (2 Folgen)                                        | ×××HOLiC 春夢記 | 2009 als OVA          | Production I.G                           |
| Hoshi ni Negai o (2 Folgen)                                          | 星に願いを | 2009 als Web-Anime    | Barnum Studio                            |
| Hyakko Extra (eine Folge)                                            | ヒャッコエクストラ | 2009 als OVA          | Nippon Animation                         |
| Hyakujitsu no Bara (2 Folgen)                                        | 百日の薔薇, Maiden Rose | 2009 als OVA          | Prime Time                               |
| Ichigo Mashimaro Encore (2 Folgen)                                   | 苺ましまろ encore | 2009 als OVA          | Daume                                    |
| InuYasha: Kanketsuhen (26 Folgen)                                    | 犬夜叉 完結編, InuYasha: Kanketsuhen | 2009 als Fernsehserie | Sunrise                                  |
| Jewelpet (52 Folgen)                                                 | ジュエルペット, Juerupetto | 2009 als Fernsehserie | Studio Comet                             |
| Kämpfer (12 Folgen)                                                  | けんぷファー | 2009 als Fernsehserie | Nomad                                    |
| Kanamemo (13 Folgen)                                                 | かなめも | 2009 als Fernsehserie | feel.                                    |
| Kiddy Girl-and (24 Folgen)                                           | キディ・ガーランド, Kidi Gārando | 2009 als Fernsehserie | Satelight                                |
| Kidō Senshi Gundam 00 Special Edition (3 Folgen)                     | 機動戦士ガンダム00 スペシャルエディション, Mobile Suit Gundam 00 Special Edition                                                                                        | 2009 als OVA          | Sunrise                                  |
| Kimi ni Todoke (25 Folgen)                                           | 君に届け | 2009 als Fernsehserie | Production I.G                           |
| Kin’iro no Corda – secondo passo (2 Folgen)                          | 金色のコルダ〜secondo passo〜, Kin’iro no Koruda – secondo passo | 2009 als Special      | Yumeta Company                           |
| Kobato. (24 Folgen)                                                  | こばと。 | 2009 als Fernsehserie | Madhouse                                 |
| Kodomo no Jikan: 2-gakki (4 Folgen)                                  | こどものじかん 2学期 | 2009 als OVA          | Diomedéa                                 |
| K-On! (13 Folgen)                                                    | けいおん!, Keion! | 2009 als Fernsehserie | Kyōto Animation                          |
| Konnichi wa Ann – Before Green Gables (39 Folgen)                    | こんにちは アン ～Before Green Gables | 2009 als Fernsehserie | Nippon Animation                         |
| Kurokami: The Animation (23 Folgen)                                  | 黒神 The Animation | 2009 als Fernsehserie | Sunrise                                  |
| Kyō no 5 no 2: Hōkago                                                | 今日の5の2 放課後 | 2009 als OVA          | Xebec                                    |
| Das Mädchen mit dem Zauberhaar                                       | マイマイ新子と千年の魔法, Maimai Shinko to Sennen no Mahō, Mai Mai Miracle                                                                                              | 2009 als Film         | Madhouse                                 |
| Mahō Sensei Negima! – Mō Hitotsu no Sekai (4 Folgen)                 | 魔法先生ネギま! 〜もうひとつの世界〜 | 2009 als OVA          | Studio Pastoral, Shaft                   |
| Meitantei Conan: 10-nen Go no Ihōjin (eine Folge)                    | 名探偵コナン 10年後の異邦人, Meitantei Konan: 10-nen Go no Ihōjin | 2009 als OVA          | TMS Entertainment                        |
| Minami-ke: Betsubara (eine Folge)                                    | みなみけ べつばら | 2009 als OVA          | Asread                                   |
| Minami-ke: Okaeri (13 Folgen)                                        | みなみけ おかえり | 2009 als Fernsehserie | Asread                                   |
| Naruto Shippūden: Hi no Ishi o Tsugumono                             | 劇場版 NARUTO -ナルト- 疾風伝 火の意志を継ぐ者 | 2009 als Film         | Studio Pierrot                           |
| Natsu no Arashi! (13 Folgen)                                         | 夏のあらし！ | 2009 als Fernsehserie | Shaft                                    |
| Natsu no Arashi! Akinai-chū (13 Folgen)                              | 夏のあらし！春夏冬中 | 2009 als Fernsehserie | Shaft                                    |
| Needless (24 Folgen)                                                 | ニードレス | 2009 als Fernsehserie | Madhouse                                 |
| Nogizaka Haruka no Himitsu: Purezza (12 Folgen)                      | 乃木坂春香の秘密 ぴゅあれっつぁ♪, Nogizaka Haruka no Himitsu: Pyuarettsa                                                                                                | 2009 als Fernsehserie | Diomedéa                                 |
| Nyan Koi! (12 Folgen)                                                | にゃんこい！ | 2009 als Fernsehserie | AIC                                      |
| Nyorōn Churuya-san (13 Folgen)                                       | にょろーん ちゅるやさん | 2009 als Web-Anime    | Kyōto Animation                          |
| Ōkami to Kōshinryō II (13 Folgen)                                    | 狼と香辛料II, Spice and Wolf II | 2009 als Fernsehserie | Brain’s Base                             |
| One Piece – Strong World                                             | ONE PIECE FILM STRONG WORLD | 2009 als Film         | Tōei Animation                           |
| One Piece Film: Strong World Episode: 0 (eine Folge)                 | ONE PIECE FILM STRONG WORLD EPISODE:0 | 2009 als OVA          | Tōei Animation                           |
| Pandora Hearts (25 Folgen)                                           | パンドラハーツ | 2009 als Fernsehserie | Xebec                                    |
| Phantom – Requiem for the Phantom (26 Folgen)                        | | 2009 als Fernsehserie | Bee Train                                |
| Pretty Cure All Stars DX: Minna Tomodachi Kiseki no Zen’in Daishūgō! | プリキュアオールスターズDX みんなともだちっ☆奇跡の全員大集合!, PuriKyua Ōru Sutāzu DX: Minna Tomodachi Kiseki no Zen’in Daishūgō!                                       | 2009 als Film         | Tōei Animation                           |
| Princess Lover! (12 Folgen)                                          | プリンセスラバー! | 2009 als Fernsehserie | GoHands                                  |
| Professor Layton und die ewige Diva                                  | レイトン教授と永遠の歌姫, Reiton-kyōju to Eien no Utahime | 2009 als Film         | P.A. Works, OLM                          |
| Queen’s Blade: Gyokuza o Tsugumono (12 Folgen)                       | クイーンズブレイド 玉座を継ぐ者, Kuīnzu Bureido: Gyokuza o Tsugumono | 2009 als Fernsehserie | Arms                                     |
| Queen’s Blade: Rurō no Senshi (12 Folgen)                            | クイーンズブレイド 流浪の戦士, Kuīnzu Bureido: Rurō no Senshi | 2009 als Fernsehserie | Arms                                     |
| Rideback (12 Folgen)                                                 | ライドバック, Raidobakku | 2009 als Fernsehserie | Madhouse                                 |
| Ristorante Paradiso (11 Folgen)                                      | リストランテ・パラディーゾ | 2009 als Fernsehserie | David Production                         |
| Saint Seiya: The Lost Canvas – Meiō Shinwa (26 Folgen)               | 聖闘士星矢 THE LOST CANVAS 冥王神話 | 2009 als OVA          | Tōkyō Movie                              |
| Saki (26 Folgen)                                                     | 咲, Saki the Player | 2009 als Fernsehserie | Gonzo, Picture Magic                     |
| Sasameki Koto (13 Folgen)                                            | ささめきこと | 2009 als Fernsehserie | AIC                                      |
| Seiken no Blacksmith (12 Folgen)                                     | 聖剣の刀鍛冶, The Sacred Blacksmith | 2009 als Fernsehserie | Manglobe                                 |
| Seitokai no Ichizon (12 Folgen)                                      | 生徒会の一存 | 2009 als Fernsehserie | Studio Deen                              |
| Sengoku Basara (12 Folgen)                                           | 戦国BASARA | 2009 als Fernsehserie | Production I.G                           |
| Senjō no Valkyria (26 Folgen)                                        | 戦場のヴァルキュリア, Senjō no Valkyria – Gallian Chronicles | 2009 als Fernsehserie | A-1 Pictures                             |
| Shakugan no Shana S (4 Folgen)                                       | 灼眼のシャナS | 2009 als OVA          | J.C.Staff                                |
| Shangri-La (24 Folgen)                                               | シャングリ・ラ | 2009 als Fernsehserie | Gonzo                                    |
| Shikabane Hime: Kuro (12 Folgen)                                     | 屍姫 玄 | 2009 als Fernsehserie | Gainax, feel.                            |
| Shin Koihime Musō (12 Folgen)                                        | 真・恋姫†無双 | 2009 als Fernsehserie | Dōga Kōbō                                |
| Shinkyoku Sōkai Polyphonica crimson S (12 Folgen)                    | 神曲奏界ポリフォニカ クリムゾンS | 2009 als Fernsehserie | Diomedéa                                 |
| Shugo Chara!!! Dokki Doki (25 Folgen)                                | しゅごキャラ!!! どっきどき | 2009 als Fernsehserie |                                          |
| Slayers Evolution-R (13 Folgen)                                      | スレイヤーズ EVOLUTION-R | 2009 als Fernsehserie | J.C.Staff                                |
| Sora no Otoshimono (13 Folgen)                                       | そらのおとしもの | 2009 als Fernsehserie | AIC A.S.T.A.                             |
| Sora o Miageru Shōjo no Hitomi ni Utsuru Sekai (9 Folgen)            | 空を見上げる少女の瞳に映る世界 | 2009 als Fernsehserie | Kyōto Animation                          |
| Sōten Kōro (26 Folgen)                                               | 蒼天航路 | 2009 als Fernsehserie | Madhouse                                 |
| Summer Wars                                                          | サマーウォーズ | 2009 als Film         | Madhouse                                 |
| Suzumiya Haruhi-chan no Yūutsu (25 Folgen)                           | 涼宮ハルヒちゃんの憂鬱 | 2009 als Web-Anime    | Kyōto Animation                          |
| Taishō Yakyū Musume. (12 Folgen)                                     | 大正野球娘. | 2009 als Fernsehserie | J.C.Staff                                |
| Tamagotchi! (143 Folgen)                                             | たまごっち! | 2009 als Fernsehserie | OLM Team Kamei                           |
| Tayutama – Kiss on my Deity (12 Folgen)                              | タユタマ -Kiss on my Deity- | 2009 als Fernsehserie | Silver Link                              |
| Tears to Tiara (26 Folgen)                                           | ティアーズ・トゥ・ティアラ, Tiāzu tu Tiara | 2009 als Fernsehserie | White Fox                                |
| Tegami Bachi (25 Folgen)                                             | テガミバチ, Letter Bee | 2009 als Fernsehserie | Studio Pierrot+                          |
| Tengen Toppa Gurren Lagann: Lagann-hen                               | 劇場版 天元突破グレンラガン 螺巌篇, Gekijōban Tengen Toppa Guren Ragan: Ragan-hen                                                                                       | 2009 als Film         | Gainax                                   |
| Tetsuwan Birdy: Decode:02 (13 Folgen)                                | 鉄腕バーディー DECODE:02, Birdy the Mighty Decode:02 | 2009 als Fernsehserie | A-1 Pictures                             |
| To – A Space Fantasy (2 Folgen)                                      | TO | 2009 als OVA          |                                          |
| To Aru Kagaku no Railgun (24 Folgen)                                 | とある科学の超電磁砲, To Aru Kagaku no Rērugan | 2009 als Fernsehserie | J.C.Staff                                |
| ToHeart2 adplus (2 Folgen)                                           | | 2009 als OVA          | Aquaplus, Chaos Project                  |
| Tokyo Magnitude 8.0 (11 Folgen)                                      | 東京マグニチュード8.0, Tōkyō Magunichūdo 8.0 | 2009 als Fernsehserie | Bones, Kinema Citrus                     |
| Training mit Hinako (eine Folge)                                     | いっしょにとれーにんぐ TRAINING WITH HINAKO, Issho ni Torēningu: Training with Hinako, Issho ni Training: Training with Hinako                                          | 2009 als OVA          | Studio Hibari                            |
| Tsubasa: Shunraiki (2 Folgen)                                        | ツバサ 春雷記 | 2009 als OVA          | Production I.G                           |
| Umi Monogatari – Anata ga Ite Kureta Koto (12 Folgen)                | うみものがたり 〜あなたがいてくれたコト〜 | 2009 als Fernsehserie | Zexcs                                    |
| Umineko no Naku Koro ni (26 Folgen)                                  | うみねこのなく頃に | 2009 als Fernsehserie | Studio Deen                              |
| Utawarerumono (3 Folgen)                                             | うたわれるもの | 2009 als OVA          | Chaos Project, Aquaplus                  |
| White Album (26 Folgen)                                              | WHITE ALBUM | 2009 als Fernsehserie | Seven Arcs                               |
| Winter Sonata (26 Folgen)                                            | 冬のソナタ, Fuyu no Sonata, 겨울연가 | 2009 als Fernsehserie | G&G, JM Animation                        |
| Yoku Wakaru Gendai Mahō (12 Folgen)                                  | よくわかる現代魔法 | 2009 als Fernsehserie | Nomad                                    |
| Yona Yona Pinguin – Die Legende des Pinguins                         | よなよなペンギン | 2009 als Film         | Madhouse                                 |
| Yumeiro Patissiere (50 Folgen)                                       | 夢色パティシエール, Yumeiro Patishēru | 2009 als Fernsehserie | Studio Hibari                            |
| Yuna & Stitch (30 Folgen)                                            | スティッチ! 〜いたずらエイリアンの大冒険〜, Sutitchi! – Itazura Eirian no Daibōken, Stitch! – Itazura Alien no Daibōken                                                 | 2009 als Fernsehserie | Madhouse                                 |
| (Zan) Sayonara Zetsubō Sensei (13 Folgen)                            | 【懺・】さよなら絶望先生 | 2009 als Fernsehserie | Shaft                                    |
| Zoku Natsume Yūjinchō (13 Folgen)                                    | 続 夏目友人帳 | 2009 als Fernsehserie | Brain’s Base                             |